# ASUS Eee

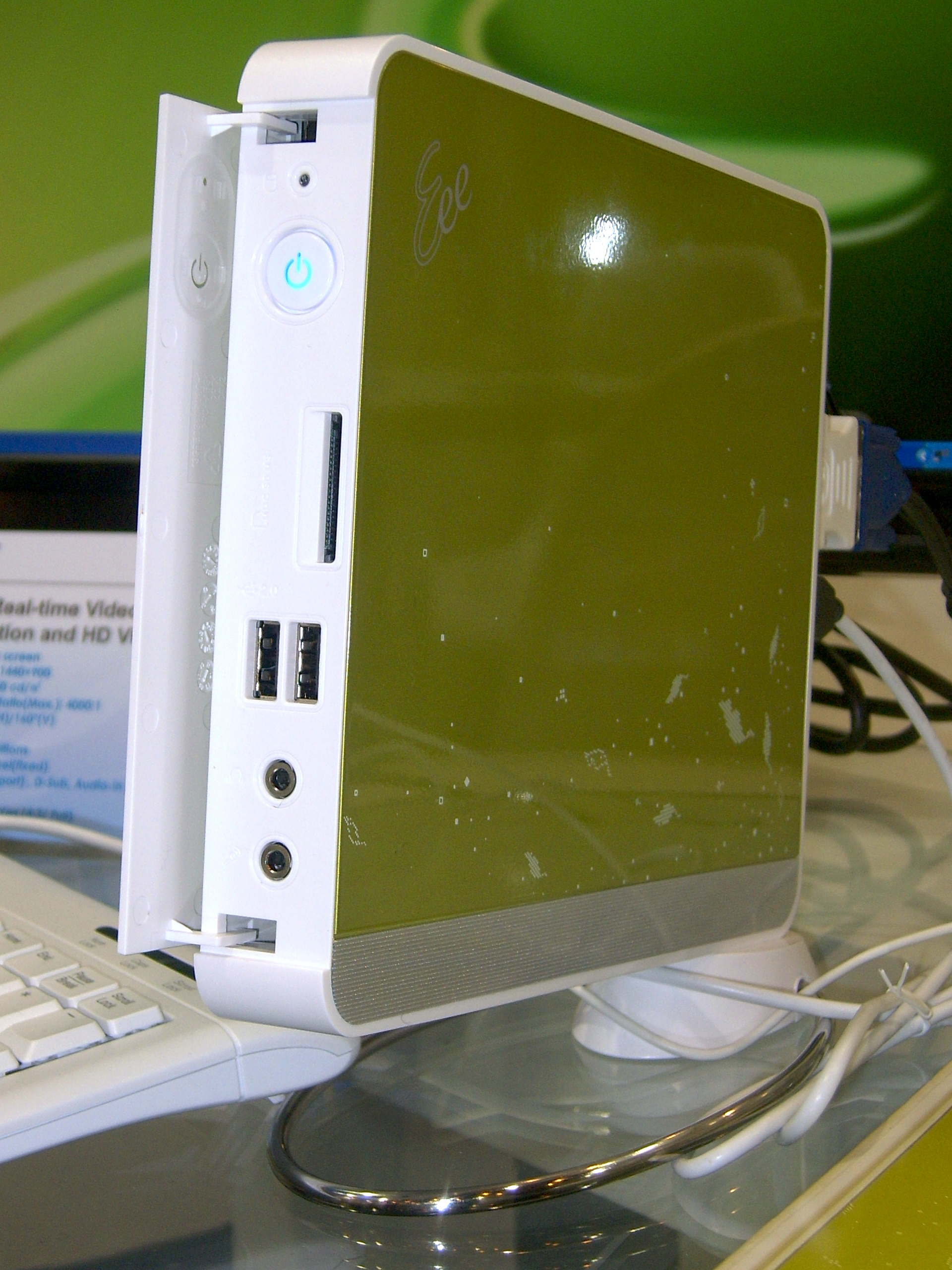
Un ASUS Eee Box blanco con la piel personalizada

El ASUS Eee es una familia de productos de Asustek. La familia de productos comenzó con el lanzamiento del subnotebook Eee PC en 2007; desde entonces, la familia de productos se ha diversificado en un número de factores de forma de PC. De acuerdo a la compañía, el nombre Eee deriva de "las tres Es", una abreviatura de su eslogan publicitario para el dispositivo: "Easy to learn, Easy to work, Easy to play" ("Fácil para aprender, Fácil para trabajar, Fácil para funcionar").

## Eee PC

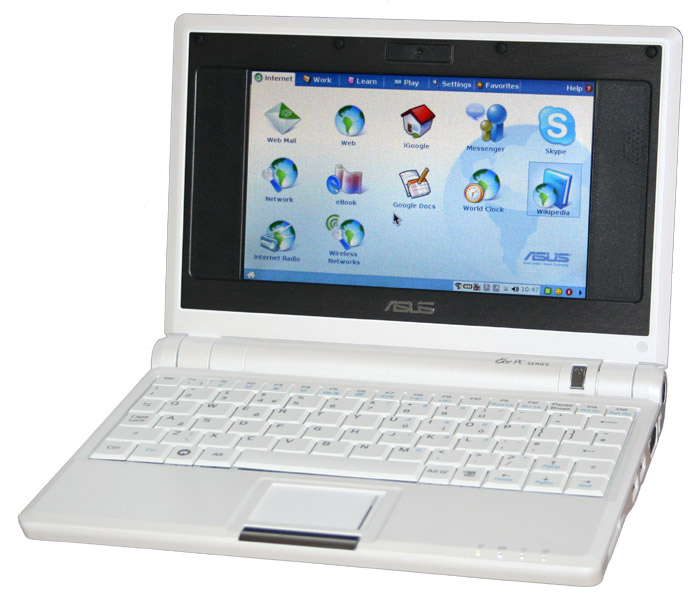
ASUS Eee PC.

El ASUS Eee PC es un computador subnotebook/netbook. Al momento de su introducción a finales de 2007, se notaba por su combinación de un peso ligero, un sistema operativo basado en Linux, una unidad de estado sólido y un costo relativamente bajo. Modelos más nuevos han agregado la opción del sistema operativo Windows XP y Windows 7, CPUs Intel Atom dual-core, y unidades de disco duro tradicionales. Los nuevos modelos también han aumentado de precio, aunque siguen siendo laptops relativamente baratos, y notablemente baratos para los laptops ultra pequeños.

## ASUS Eee Box
El ASUS Eee Box es un computador de escritorio para internet (nettop). Es la contraparte del Asus Eee PC, el notebook para internet (netbook). Su tarjeta madre emplea la tecnología Splashtop, llamada "Express Gate" por Asus.

## ASUS Eee Top

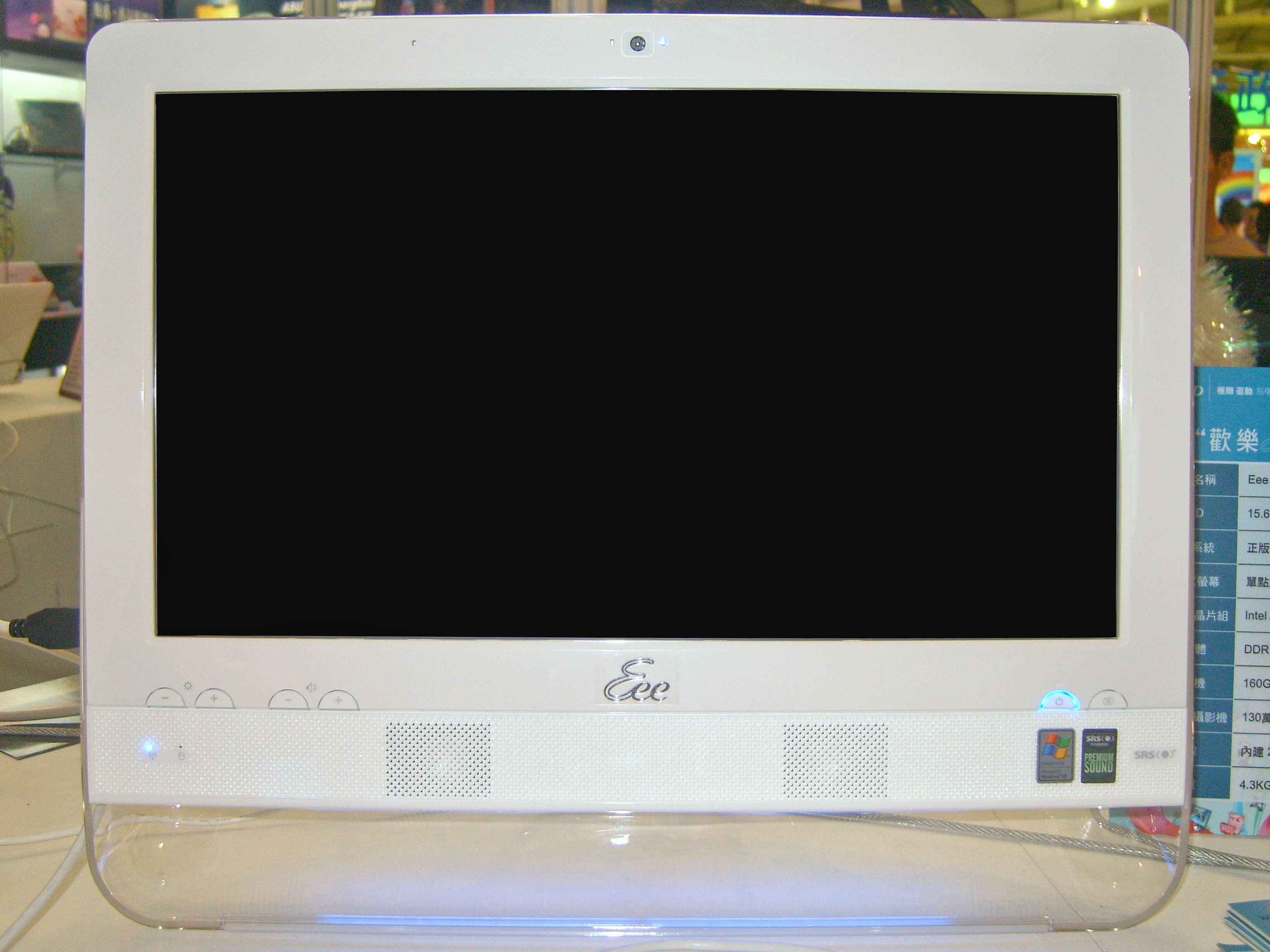
ASUS Eee Top.

El ASUS Eee Top es un computador de pantalla táctil diseñado por ASUS y lanzado en noviembre de 2008. Su tarjeta madre emplea la tecnología Splashtop (una distribución empotrada de Linux) llamada "Express Gate" por Asus. Ambos modelos ofrecen un procesador Atom de 1.6 GHz, con pantalla ancha (16:9) de 15,6 pulgadas, 1 GB de RAM, HDD de 160 GB, Wi-Fi 802.11n, altavoces, lector de tarjetas SD y un webcam de 1.3 MP con Windows XP Home modificado con Easy Mode de iconos grandes de Asus.

## Eee Keyboard

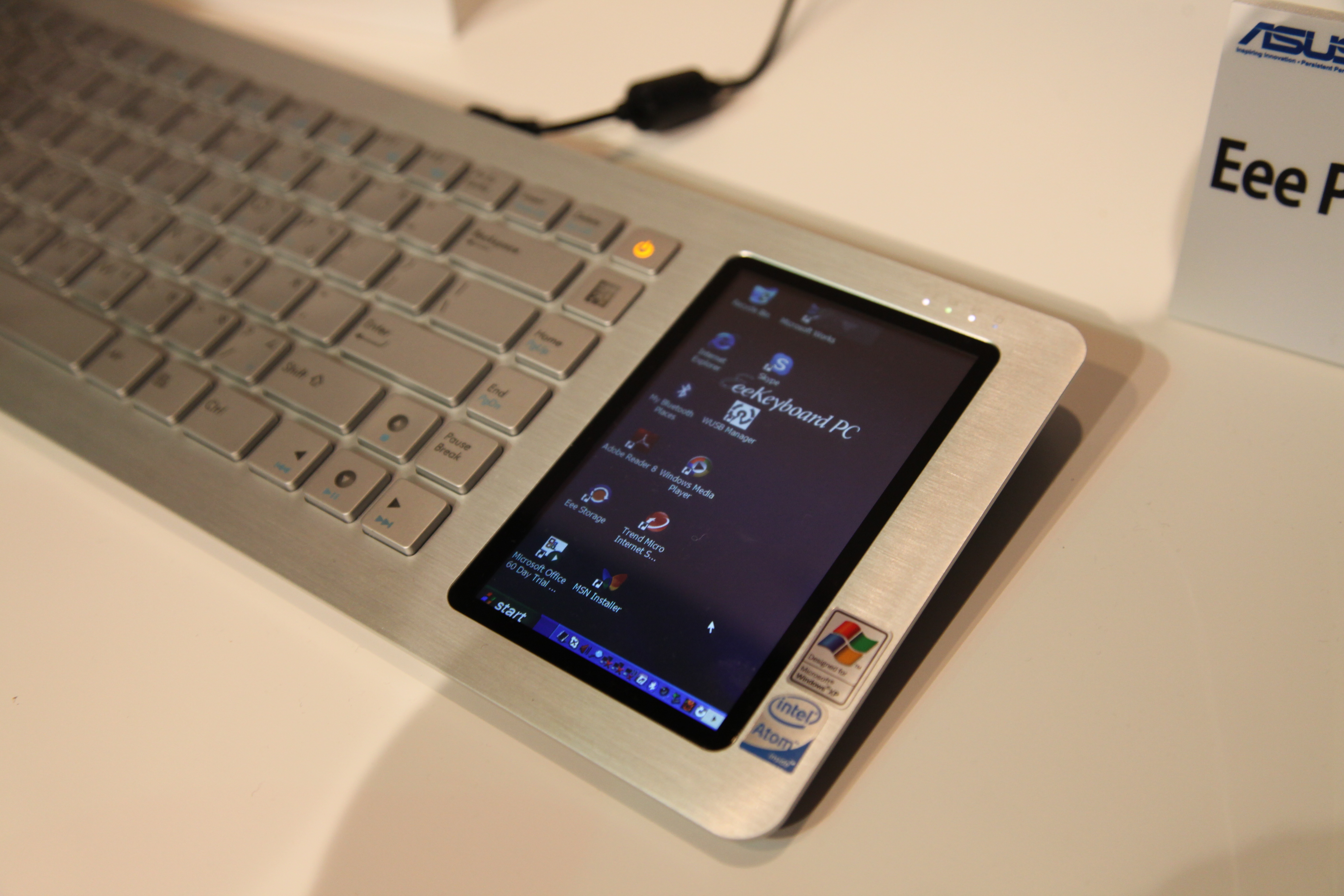
ASUS Eee Keyboard PC

El ASUS Eee Keyboard es un teclado de computadora de tamaño completo que tiene incorporado una tarjeta madre de PC; es un concepto muy similar a los ordenadores de la década de 1980 como ZX Spectrum, Commodore 64, [MSX]], Atari ST y Commodore Amiga. Tiene una pantalla táctil en lugar del keypad numérico convencional. ASUS había planeado enviar el dispositivo en septiembre de 2009, pero en realidad debutó en CeBIT 2010 y se lanzó en marzo de 2010.
El ASUS Eee Keyboard EK1542 contenía un conjunto estándar de funciones típicas de las netbooks de 2008 : un procesador Intel Atom N270 (2,5 W TDP), integrado en el chipset Intel 945GSE (6 W TDP) y un South bridge ICH7-M (3,3 W TDP). Un chipset Mobile Intel 945GSE Express integrado en el subsistema de video Intel GMA 950 resultó en un rendimiento similar al de los Asus EEE PC 901/1000.
La computadora venía con Windows XP Home Edition; 1 GB de DDR2 SDRAM adicional , así como una unidad de estado sólido de 16 o 32 GB, soldada directamente a la placa base (evitando cualquier ampliación de memoria). Las interfaces de red consistían en un adaptador Gigabit Ethernet estándar, Wi-Fi 802.11b/g/n a 2,4 GHz y Bluetooth. Un sistema de sonido Realtek manejaba 2 pequeños altavoces incorporados y una batería de polímero de litio proporcionaba una capacidad de potencia de 49 W*h.
Tenía algunas características únicas: una pantalla de 800x480 de 5 pulgadas con un panel multitáctil, un decodificador de video Broadcom para acelerar los algoritmos de compresión de alta definición H.264 y VC-1, y una función de transmisión de video inalámbrica de 720p que utiliza tecnología de banda ultraancha.  (un receptor de minitarjeta que se conecta a un televisor/monitor a través de HDMI).

## Eee Stick

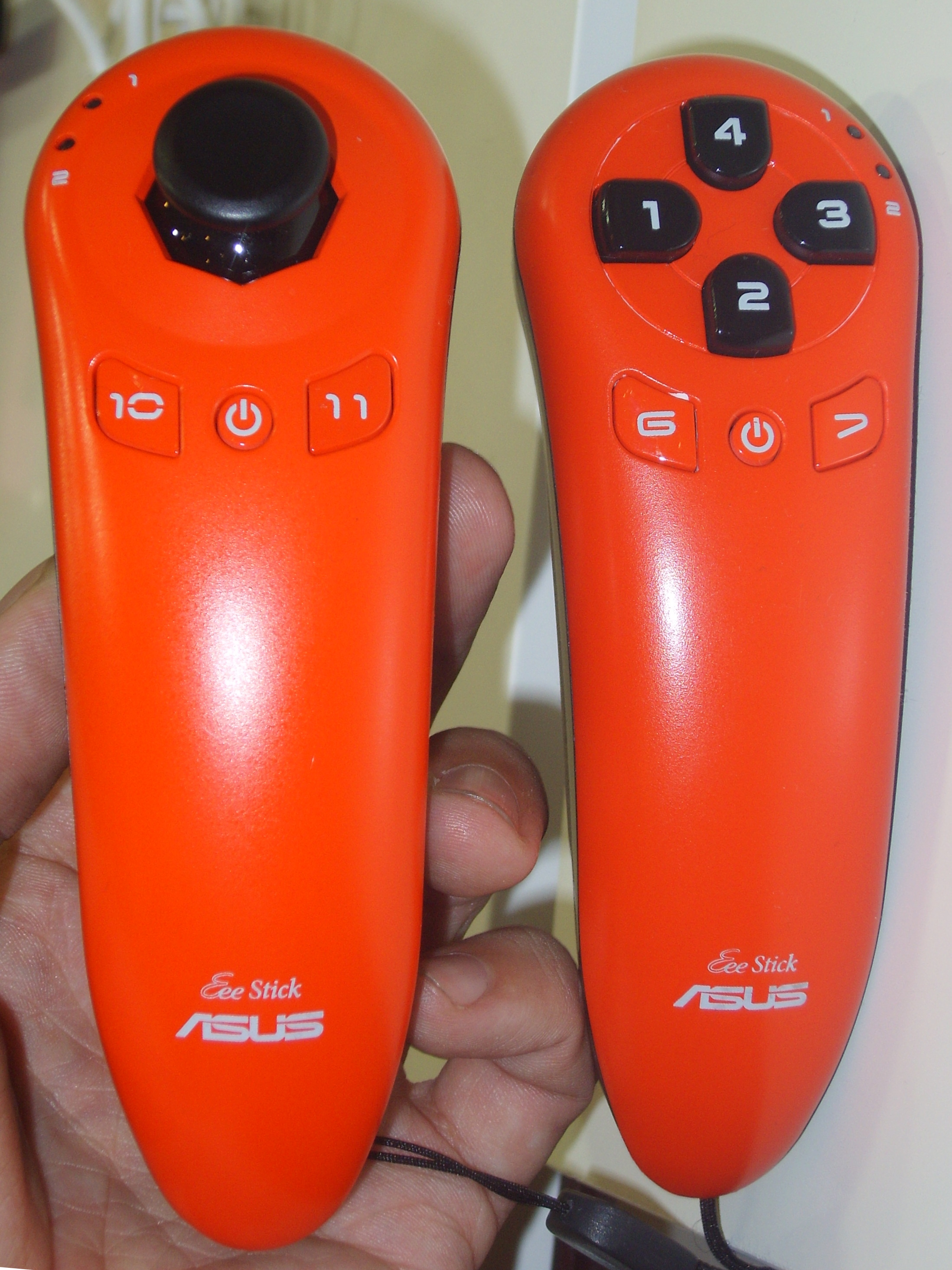
ASUS Eee Stick en rojo.

El ASUS Eee Stick es un accesorio que se espera que sea incluido con modelos específicos del Eee PC y el Eee Box. Estos modelos específicos también vendrán con los juegos que aprovecharán las ventajas de este hardware. Este accesorio es muy similar al Nunchuk de Wii. El dispositivo usa dos baterías AA en cada uno de los dos componentes (cuatro baterías en total).

## Eee PC Media Server
El ASUS Eee PC Media Server fue mostrado en el CES 2009.

## Eee Pad MeMO
La tableta 'Asus MeMO 171 se mostró en el Consumer Electronics Show 2011, mientras que la MeMO 370T was mostró en el Consumer Electronics Show 2012
- Eee Pad MeMO 171 - pantalla de 7 pulgadas y 1280x800 píxeles, con una CPU Qualcomm 8260 Dual-core a 1.2 GHz, y Android Honeycomb 3.2[11] por 600 dólares, disponible solo en Asia.
- Eee Pad MeMO 370T - pantalla de 7 pulgadas y 1280x800 píxeles, con una CPU de 4 núcleos Tegra 3, and Android Jelly Bean 4.1 y 16 GB por 249 dólares + impuestos.

## Eee Pad y Eee Reader
Asus mostró vistas previas de una computadora portátil "Flipbook" con pantalla táctil dual en el Cebit 2009 en Alemania. La empresa declaró que Flipbook poseía la capacidad de mostrar opcionalmente elementos de la interfaz de usuario en ambas pantallas, tanto horizontal como verticalmente; el diseño conceptual se renombró como "Eee Reader", se renombró como un lector de libros electrónicos y se programó para su lanzamiento en el cuarto trimestre de 2009, que no sucedió como se esperaba. Finalmente, el Eee Reader fue renombrado nuevamente como el "Eee Book" y programado para su lanzamiento en el Computex Taipei de junio de 2010.
Además, Asus reveló a la prensa en enero de 2010 que una tableta llamada "Eee Pad", que usa un chip Nvidia Tegra 2, una conexión inalámbrica 3G y una resolución de 720p o 1080p,también debutaría en Computex. Finalmente se materializó en marzo de 2011 como el Eee Pad Transformer (TF101) que tiene un teclado real (hardware) opcional que se puede conectar a él. Fue sucedido por el Asus Eee Pad Transformer Prime en diciembre de 2011.
En 2012 se lanzó la versión más nueva, el Asus Transformer Pad Infinity.

## Eee Note
Lanzado originalmente en Taiwán, con capacidad independiente para tomar notas/bocetar y un Lector de libros electrónicos. Su pantalla sin retroiluminación tenía una batería de larga duración e incorporaba una tableta Wacom con sensibilidad a la presión que permitía dibujar con lápiz en un PC cuando se conectaba con un cable micro-USB.

## EeeBook
Los Asus EeeBook es una línea de portátiles asequibles de Asus con Microsoft Windows como sistema operativo. En 2014, Asus presentó la línea de computadoras EeeBook comenzando con el modelo X205TA. Para 2017, la línea EeeBook fue reemplazada por los Asus VivoBook E Series. Algunas computadoras portátiles EeeBook se renombraron como computadoras portátiles VivoBook E Series, como la VivoBook E202 y la EeeBook E402 como VivoBook E402. La línea de EeeBook consta de E202 (E202SA), E402 (E402MA), E502 (E502SA y E502MA) y X205 (X205TA).